# A tenor
A tenor Dohnányi Ernő 1929-ben bemutatott háromfelvonásos operája, a szerző legsikeresebb darabja a műfajban. A darabot 2014-ben Almási-Tóth András rendezésében felújították az Erkel Színházban és ez alkalomból a Magyar Állami Operaház elkészítette a mű cédé kiadását is.

## Az opera szereplői
| Szereplő                 | Hangfekvés   |
| ------------------------ | ------------ |
| A herceg                 | bariton      |
| Hicketier, gazdag polgár | bariton      |
| Jenny, a felesége        | mezzoszoprán |
| Thekla, a lányuk         | szoprán      |
| Krey, revizor            | tenor        |
| Wolke, nyomdász          | basszus      |
| Schippel, fuvolás        | tenor        |
| Müller                   | tenor        |
| Schuzle                  | bariton      |

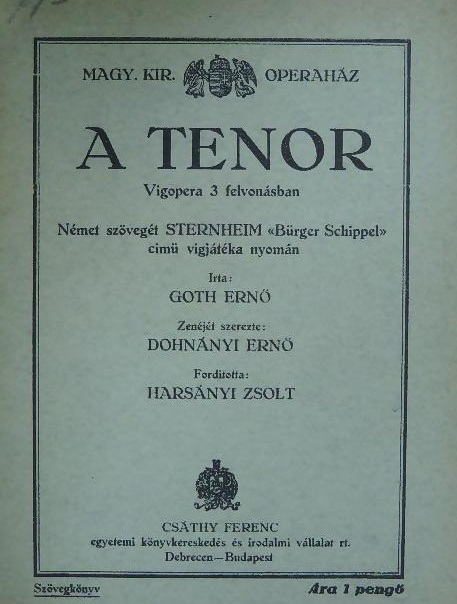
A szövegkönyv első kiadása

- Történik: egy német kisvárosban, a 19. század végén

## Az opera cselekménye

### I. felvonás
A Németország szerte híres vokálkvartett tenoristája hirtelen elhalálozott. A kvartett három, még életben lévő tagja: Wolke, Krey és Hicketier izgatottan tárgyalja az esetet. Ki kell gondolniuk, honnan tudnak szert tenni egy új tenoristára. Hicketier meglepő ötlettel áll elő: a fuvolás Schippelt kellene megnyerniük az együttesük számára. A társaság azonban tiltakozok: a fuvolás részeges csirkefogó, semmi helye sincs a tisztes polgárokból álló együttesben. De aztán a szükség törvényt bont és belemennek a dologba. Nagy nehezen sikerül is előkeríteni Schippelt, akit a tanácskozás helyszínére, Hicketier lakására cipelnek. A fuvolás nem várja meg, amíg a dúsgazdag házigazda nyújtja neki kezét, hanem egyből kézfogásra nyújtja kezét. Ez megbotránkoztatja a kvartett tagjait. Ezt a jelenetet zavarja meg a Herceg betámogatása a szobába. A felséges úr leesett a lováról és eléggé összetörte magát. Thekla a herceg körül buzgólkodik és az énekesek is igyekeznek a kedvére tenni. Az urak rövid időn belül orvosért szaladnak, a herceg és Thekla egyedül marad. A férfi egyből ostromolni kezdi a lányt és találkát kér tőle. Később visszatérnek az urak és a herceg érdeklődik az énekegyüttesük iránt. Ekkor nagy riadalom lesz úrrá az énekeseken: nem vallhatják be, hogy a kvartett csődbe jutott, úgyhogy a herceg távozása után gyorsan elhatározzák, hogy előkerítik az elzavart fuvolást. Miután a többiek elsietnek a tenor jelöltéért, Krey úr egyedül marad Theklával és bevallja neki szerelmét. A lány elutasítóan és fölényesen fogadja a vallomást. A kínos jelenetnek Schippel érkezése vet véget, aki tapintatlanul bemutatkozik a háziaknak, majd meghívja magát ebédre.

### II. felvonás
Az énekesek próbája alatt a herceg jelenik meg a ház előtt. Ügyesen kicsalja Theklát a házból és eltűnik vele a sötétben.  A próba után Krey és Wolke Theljáról beszélget a ház előtt, ahol hamarosan feltűnik Schippel is. A ház oldalának egy létra van támasztva, amely Thekla kisasszony szobájába vezet. A fuvolás a tettek embere, és máris mászni kezd. Krey és Wolke a legkritikusabb pillanatban kapják rajta és rángatják le róla. Olyan hangosan kezdenek el ordibálni a fuvolással, hogy a zajra felébred a házigazda és a ház úrnője is. A kínos helyzetet tetézi, hogy felbukkan a herceg is Thekla kisasszony társaságában. A férfi természetesen rögtön kimagyarázza magát: csak azért hívta meg egy sétára a kisasszonyt, mert így szerette volna megköszöni a gondoskodást, amiben részesítették. Schippel morog, hogy neki ez a lány akkor sem kellene, ha felkínálnák, mert nincs kedve hozzá, hogy örökölje a nagyságos úr levetett szeretőjét. Krey a kijelentésért elégtételt követel, kihívja párbajra a fuvolást.

### III. felvonás
A herceg örök búcsút vesz Theklától. Pedig a kisasszony már egy királyi életről álmodozott királyi udvarlója oldalán. De úgy látszik, ebből nem lesz semmi. Miután a pár távozik, színre lépnek a párbajozó felek. Schippel és Krey is félnek és legszívesebben megfutamodnának, de a párbaj segédek résen állnak. Schippel beletörődik a helyzetbe és búcsú dallal köszön el az élettől. Ezután kezébe veszi a pisztolyát, de még mielőtt elsütné, ellenfele elájul. A segédek ezek után megállapítják, hogy az ügy a lovagiasság szabályai szerint lezajlott. A négy énekes boldogan ölelkezik össze és énekelni kezdenek. Thekla kisasszony pedig odaígéri a kezét a fuvolásnak, hiszen ő mégiscsak állva maradt, míg a revizor ijedtében elájult.

## Az opera zenéje
A német környezetben játszódó cselekmény lehetőséget adott a szerzőnek, hogy a számra kedves és sokat jelentő német romantikus stílust idézze meg. Az esti kvartett próba jelenetében a A bűvös vadász vadászkarát szövi egybe az egyik tekintélyes polgárénekes lányának és a tilosban járó hercegnek a szerelmi epekedésével. A harmadik felvonást nem sikerült szerencsésen megoldani: a zenei megoldások elnagyoltak és a német vígoperai hang ellenére a szerző nem tudja megkerülni A nürnbergi mesterdalnokok stílus elemeit. Az átkomponált 19 század végi vígoperai hangvétel nem képes különösebben látványos és izgalmas zenei részeket létrehozni. De az opera a maga nevében mégis ízléssel és humorral kidolgozott játék, amely megérdemelné, hogy olykor elővegyék hazai dalszínházaink. Összességében elmondható, hogy a darab nagy mesterségbeli tudással, színes hangszereléssel és formai elgondolással megírt mű. A posztromantikus hang szépen kidolgozott, egyes részletek kifejezetten mesterien megalkotottak. A szövegkönyvet Góth Ernő Sternheim Bürger Schippel című komédiája nyomán készítette.

## Hangfelvételek
Herceg – Haja Zsolt, Hicketier – Szvétek László, Jenny – Farkasréti Mária, Thekla – Miksch Adrienn, Krey – Szerekován János, Wolke – Kiss András, Schippel – Fekete Attila, Müller – Csiky Gáboor, Schultze – Molnár Zsolt. Közreműködik a Magyar Állami Operaház Zenekara, vezényel: Vajda Gergely. A felvétel ideje és helye: B & T PHOENIX Stúdió, 2014. december 7., 10-12., 14-15., 2 CD, DDD, Stereo, MÁO 015